# Complesso archeologico di Torre degli Embrici
Il complesso di Torre degli Embrici è un'area archeologica in Basilicata, divisa tra i comuni di Rionero in Vulture e Atella.
Si tratta di una grande villa caratterizzata da quattro fondamentali fasi costruttive, ufficialmente a partire dal II secolo a.C., anche se importanti archeologi internazionali ritengono che i primi insediamenti risalgano addirittura al IV o V secolo a.C..
La principale campagna di scavi a Torre degli Embrici, è stata quella del 2004, condotta dal Professore statunitense Richard Fletcher, che dal primo momento portò ad importanti ritrovamenti, come parte di un'abside (che approfondiremo lungo il percorso), e monete risalenti al IV Sec. a.C.. Dal principio, quindi, Torre degli Embrici si rivelò un’area archeologica di grande importanza per la conoscenza storica di tutta l’area del Vulture e dell’intero meridione. A questo punto, si capì con certezza che l’area del Vulture non era sterile da un punto di vista storico. 
Un ulteriore scavo è avvenuto nel 2006, condotto dalla Soprintendenza regionale, che tuttavia non portò a grandi risultati. 
Il ricercatore Richard Fletcher ebbe ulteriori permessi di ricerca nel 2008 e 2011, e l’ultimo, per esclusiva pulizia dello scavo nel 2012. Nonostante la totale disponibilità da parte del prof. Fletcher e nonostante la certezza, della presenza di un’immensa quantità di storia sotto i nostri piedi, per ragioni incerte, non vennero dati ulteriori permessi di ricerca su Torre degli Embrici.

## Fasi costruttive
Prima fase costruttiva
Come detto in precedenza, ufficialmente, l’area archeologica, è caratterizzata da quattro principali fasi costruttive. Alla prima fase si riferisce un complesso termale, con materiali databili a partire dal II secolo a.C., come attestano con sicurezza i rinvenimenti monetali, tra i quali compare un denario di argento databile tra il 145 e il 150 a. C. Le terme consistono in un calidarium e in un tepidarium con fornace associata. Il calidarium è dotato di un pavimento in cocciopesto ornato da un mosaico policromo, di cui una piccola porzione è stata ritrovata in sito.
A poca distanza era collocata una fontana, con la vasca alimentata da fistulae di piombo, ed impermeabilizzata con cocciopesto; le pareti dell’ambiente erano decorate con intonaci dipinti policromi, come appare testimoniato da abbondanti frammenti. Nell'area del praefurnium, una moneta d’argento suberata, riferibile al periodo del secondo triumvirato, oltre a frammenti di ceramica a vernice nera, pasta grigia e lucerne permettono di datare questa prima fase, comprendendola nel periodo che va dal II sec. a.C. sino a tutto il I sec. d.C.
Seconda fase costruttiva
Nella seconda fase costruttiva, il cui periodo di vita è collocato tra il II e il III secolo d. C., si attua un ampliamento delle terme, con l’aggiunta, nella parte meridionale, di un ulteriore complesso di bagni con calidarium e tepidarium. Sia nel complesso termale della prima fase, che risulta essere rimasto in uso anche nel corso della seconda, sia nell'ambiente immediatamente ad ovest del tepidarium di seconda fase sono stati scoperti numerosi aghi crinali e frammenti di vasi in vetro, che suggeriscono una frequentazione femminile degli ambienti.
Terza fase costruttiva
Successiva all'abbandono degli impianti termali di età repubblicana ed imperiale, è caratterizzata dalla costruzione di una serie di strutture tra cui spicca un grande edificio absidato, forse una basilica cristiana, divisa in tre navate. Lo scavo ha finora messo in luce solo la parte connessa all’abside ed è pertanto prematuro trarre conclusioni definitive. La larghezza complessiva delle tre navate risulta di m. 25, mentre l’abside è ampio quasi m. 12. Sia la navata destra che gli edifici correlati appaiono essere stati costruiti al di sopra delle terme di prima e seconda fase, e si estendono ad est e ad ovest. Le varie strutture preesistenti sono state, pertanto, incorporate e, ove possibile, parzialmente riattate a nuovi usi. La grande vasca della fontana è stata utilizzata come cisterna e mantenuta in uso al di sotto del livello pavimentale dell’edificio absidato. Accanto alla vasca, sempre sotto il livello di pavimentazione, è stata scoperta una tomba ad inumazione, con copertura alla cappuccina, il cui corredo era costituito da un unico vago di collana in vetro blu decorato a occhi di dado bianchi. La sepoltura risultava appoggiarsi all’esterno del muro occidentale della vasca. Il forno delle terme risulta ora riadattato come parte di un canale di drenaggio che conduce, verso est, ad una struttura munita di due canalette gemine che, associate alla presenza di macine, testimoniano l’esistenza di un mulino ad acqua per la molitura del grano. L’intero complesso di edifici di questa fase appare distrutto in modo violento da un incendio, testimoniato da uno spesso strato di bruciato e di crolli che lo ricopre e dal quale sono stati recuperati frammenti ceramici e monete databili tra il IV e il V secolo d. C.
Quarta fase
La quarta fase è testimoniata da altre strutture e resti murari, che tagliano o si sovrappongono al livello di distruzione del complesso precedentemente descritto. Essa comprende un piccolo ambiente quadrangolare e un altro edificio che riutilizza parzialmente alcune strutture murarie precedenti e che sono venuti in luce nella parte centro-meridionale dello scavo, che risultano al momento di difficile interpretazione anche perché esplorati sono parzialmente. Sicuramente connessa al momento di obliterazione degli edifici di III fase e probabilmente in relazione sincronica con le strutture della fase IV, verso il limite orientale dell’area di scavo, è stata rinvenuta una piccola necropoli  il mulino della fase precedente. I materiali più recenti suggeriscono un abbandono definitivo del luogo nel VII secolo d. C. 
Cos'è stato quindi nel tempo Torre degli Embrici?
Abbiamo quindi constatato che, inizialmente, Torre degli Embrici era un insediamento lucano di una certa importanza nel V secolo a.C. Divenne quindi una Villa romana di proporzioni davvero monumentali sopravvissuta alla caduta di Roma e proseguita fino alla fine del VI secolo e forse anche nel VII secolo d.C. La sua ultima destinazione, tuttavia, fu come una fattoria nel XIII secolo. Sembra che a una delle guardie del corpo arabe di Federico possa essere stata data la terra e usato le rovine della Villa Romana per costruire una fattoria in stile nordafricano, persino importando prodotti alimentari egiziani in vasi da trasporto timbrati.
Nel I secolo a.C., la regione ospitava il poeta romano Orazio, che la descriveva come selvaggia e senza tracce.
Oggi è una delle parti più povere d'Italia, ha un alto livello di disoccupazione giovanile e immigrazione ed è poco conosciuta o visitata dai turisti.
Prima dell'inizio del progetto Vultur, la valle era anche considerata archeologicamente poco interessante, se non sterile. Tuttavia, il progetto è riuscito a dimostrare che il "Vulture senza tracce" di Orazio era, in effetti, un'area di grandi fattorie, ville e stabilimenti termali, ed è stato continuamente occupato dal Paleolitico fino ad oggi. Le persone che vivevano in questa valle erano l'Homo erectus, i Neanderthal e i Cro-Magnon, i cacciatori mesolitici, i contadini neolitici e tutte le persone della storia italica.
La zona è immensamente ricca sul piano archeologico. Le persone che pensano che gli Etruschi fossero l'apice della cultura italiana non hanno guardato attentamente al Sud Italia. Le sepolture qui presentano preziosi manufatti e le case dei capi possono essere incredibilmente ricche. Una tomba vicino all'area del progetto era quella di una donna con centinaia di oggetti sepolti con lei: decine di spille d'argento, gioielli in oro e ambra, ornamenti in avorio, calderoni in bronzo, attrezzature per banchetti in ferro, ceramiche, intagli di cavallo e molti altri manufatti. Le sepolture maschili a volte includevano armature e carri interi. Queste erano persone chiaramente importanti.

## Scavi
Il sito archeologico fu scoperto nel 2004 e agli scavi parteciparono ricercatori delle università di Alberta, Sydney e Ben Guiron del Negev. Furono rinvenute, tra gli altri oggetti, una moneta di Marco Aurelio Probo (incoronato 276 - morto 282) e un marmo di Afrodite purtroppo privata degli arti e del capo (conservata nel museo archeologico di Melfi).

## Complesso
Il complesso originale è del I o II secolo a.C. ed è un complesso termale con villa patrizia, il complesso è stato arricchito nel II secolo d.C, probabilmente sotto il regno di Marco Aurelio. Nel IV sec. d.C. fu costruito un ninfeo e un'abside di 11 metri di diametro che tra il VI e il VII secolo, insieme al ninfeo, fu fortificato e ampliato.